# Terrordome
Terrordome — польская музыкальная группа, играющая музыку в жанре кроссовер-трэш-метал, выдержанную в стиле 80-х годов. Основана в 2005 году. Основное влияние на творчество оказали Razor, Nuclear Assault, Slayer и Cryptic Slaughter. Музыка Terrordome характеризуется скоростным темпом исполнения песен и энергичными соло, а также агрессивным вокалом.
Коллектив сыграл более 200 концертов в Польше и за её пределами (Европа, Южная Америка, Азия), а также делил сцену с такими группами как Anthrax, Destruction, Sodom, Suicidal Tendencies, Suicidal Angels, D.R.I., Whiplash, Hobbs’ Angel of Death, Frank Blackfire, Ratos de Porão, Fastkill, Accu$er, Caliban, SSS, Blunt Force Trauma, Explosicum, Uganga, Abigail, Chaos Synopsis, Imminent Attack, Warsickness, Wormrot, Ramming Speed, Andralls, Vingador, Hellish War, Malignant Tumour, Tortharry, Frontside, Decapitated, Bloodthirst, The Sixpounder, Vader.

## История

### Ранние годы: 2005—2011
Terrordome был основан в начале 2005 года ударником Murgrabia Mekong и гитаристом Uappa Terror. Название группы было взято из песни Welcome to the Terrordome американской хип-хоп группы Public Enemy. В следующем году к составу присоединились Павел «Picho» Мищкович и Якуб «Mosh» Немец. В феврале 2007 года Terrordome выпустили свой мини-альбом Shit Fuck Kill, который был записан в студии Psychosound в Кракове. В 2008 году Павел Мищкович покидает группу и на его место приходит Tom the Srom. В ноябре того же года группа записала треки в Śledziona Studio в Кракове, которые были выпущены в виде сплита с Lostbone под названием «Split It Out», после чего гитарист Якуб Немец покинул группу. Только в 2009 году в группу был принят Адам «Rudobroddy» Длугош, который занял место предыдущего гитариста. В конце 2010 года группа выпустила сингл «Single 2010» тиражом в 100 экземпляров, в который был включён кавер на группу S.O.D. — «Speak English Or Die!» («Говори по-английски или умри!»).

### 2011—2015: We’ll Show You Mosh, Bitch!
В 2011 году вышел первый полноформатный альбом «We Show Show Mosh, Bitch!», который был издан краковским лейблом Defense Records. Во время записи Длугош покинул группу, и его место занял Paua Siffredi. В 2012 году через краковский лейбл Thrashing Madness Productions группа выпустила вместе с чилийским трэш-металл коллективом Dekapited ещё один сплит под названием «Bestial Castigation», и на один из треков под названием Brutal Punishment с этого сплита был снят клип. В феврале 2014 года был выпущен очередной сборник под названием We will Show You Bosch, Mitch !, содержащий все предыдущие релизы Terrordome, а также ещё несколько дополнительных треков. После его выхода группу покинул басист Tom the Srom, которого вскоре заменил De Kapitzator.

### 2015—2018: Machete Justice
В начале 2015 года в студии Olkusz ZED Terrordome записали второй полноформатный альбом Machete Justice, который так же как и предыдущий альбом группы, в июне был выпущен лейблом Defense Records, а в марте 2016 года он также был выпущен Deformeathing Production на виниловых пластинках. Вместе с этим на песню «Back To the 80’s» был снят клип. Остальная часть записанного материала была выпущена в январе 2016 года в формате сплита «Intoxicunts» совместно с треками бразильской группы Chaos Synopsis. Результатом этого сотрудничества стал трёхнедельный тур по Бразилии и интервью в радиошоу Андреаса Киссера (Sepultura) «Pegadas de Andreas Kisser», которое прозвучало в эфире 89 Radio Rock 24 января 2016 года. Вскоре после этого Terrordome сыграли на международном фестивале True Thrash Fest в Японии, а в октябре группа сыграла в Китае несколько концертов. В связи с этим мини-туром китайское издание альбома Machete Justice также было опубликовано на Pest Productions. Тем временем, группа также отыграла на нескольких фестивалях в разных европейских странах, в том числе на Obscene Extreme. В 2017 году Terrordome выпустили музыкальный клип на песню «Welcome to the Bangbus». 2018 год — это выступление на легендарном фестивале Metalmania и европейский тур «Boiling Aggression».

### 2018 — … уход ритм секции и подготовка к записи нового альбома
В 2018 году группу покинули бас-гитарист De Kapitzator и ударник Murgrabia Mekong, последний из которых стоял у истоков группы и был её участником в течение 13 лет. 1 апреля 2019 года были объявлены новые участники. Место за ударной установкой в Terrordome занял украинский ударник Venator, а на место басиста стал Simon, ранее игравший с группой в качестве концертного музыканта в 2014 году. В данный момент музыканты работают над созданием нового материала для третьего полноформатного альбома.

## Состав

### Текущий состав
- Uappa Terror — вокал, гитара (2005—наши дни)
- Paua Siffredi — гитара (2010—наши дни)
- Simon — бас-гитара, вокал (2019—наши дни)
- Venator — ударные (2019—наши дни)

### Бывшие участники
- De Kapitzator — бас-гитара (2014—2018)
- Murgrabia Mekong — ударные (2005—2018)
- Tom the Srom — бас-гитара, вокал (2008—2014)
- Якуб «Mosh» Немец — гитара (2006—2009)
- Павел «Picho» Мищкович — бас-гитара (2006—2008)
- Адам «Rudobroddy» Длугош — гитара (2009—2010)

## Дискография

### Полноформатные альбомы
- 2011 — We’ll Show You Mosh, Bitch!
- 2015 — Machete Justice

### Мини-альбомы, синглы и сплиты
- Shit Fuck Kill [ЕР] (2007)
- Split It Out [split вместе с Lostbone] (2008)
- Single 2010 [сингл] (2010)
- Bestial Castigation [split вместе с Dekapited] (2012)
- We’ll Show You Bosch, Mitch! [сборник ранних изданий] (2014)
- Intoxicunts [split вместе с Chaos Synopsis] (2016)

## Клипы
- 2017: Welcome to the Bangbus[10]
- 2015: Back to the '80s[11]
- 2014: Brutal Punishment[12]
- 2013: Brutal Punishment[13][14]
- 2012: Cross Over Cracow[15]